# Change (album Sugababes)
Change è il quinto album del gruppo musicale pop britannico Sugababes, pubblicato dall'etichetta discografica Island il 1º ottobre 2007.
Primo album completamente registrato dalla terza formazione (Amelle Berrabah è entrata a sostituire Mutya Buena), vanta produzioni di Dr. Luke, Jony Rockstar, Dallas Austin, Deekay e Xenomania.
Anche se non ha avuto il successo dell'album precedente, Taller in More Ways (2005), l'album ha debuttato al primo posto della classifica britannica, diventando il secondo album consecutivo ad arrivare primo e venendo certificato disco di platino. In più, ha raggiunto le prime dieci posizioni delle classifiche di Estonia e Irlanda. In Francia, il disco è stato adattato a greatest hits della band.
Dall'album sono stati estratti i singoli About You Now, Denial, Change e, solo in Gran Bretagna, My Love Is Pink.

## Produzione e pubblicazione
All'inizio del 2007, le Sugababes sono tornate in studio per lavorare con alcuni produttori americani al loro quinto album, il primo con Amelle.
AXM Magazine riportò che le Sugababes avevano intenzione di entrare nel mercato statunitense proprio con questo album.  Il 30 agosto 2007, il gruppo apparve al The Album Chart Show per esibirsi con il primo singolo, About You Now, e altri due inediti. In quell'occasione, confermarono il titolo dell'album.
Quando inserito nel computer, il disco dell'edizione per il Regno Unito permette di accedere a contenuti bonus, come un remix di About You Now e un'intervista speciale col gruppo, in aggiunta a wallpaper e foto. L'edizione francese di Change è un greatest hits perché l'album Overloaded: The Singles Collection non era stato pubblicato nel paese, e contiene tutte le hit del gruppo da Overload a Denial.

## Critica e promozione
L'album ha avuto giudizi misti, con il The Guardian che lo chiama "sacchetto misto" ma applaude tracce come Never Gonna Dance Again e Back Down. Daily Star ha dato un giudizio buonissimo, chiamandolo "uno dei più bei dischi pop contemporanei del decennio". Il Times ha sostenuto che l'album era "solo leggermente migliore degli outtakes delle All Saints, produzioni tutte datate e pop di buon gusto" ma si è complimentato per tracce come My Love Is Pink e 3 Spoons of Suga.
Il primo singolo, About You Now, fu pubblicato digitalmente il 24 settembre 2007 nel Regno Unito, fisicamente la settimana seguente. La canzone, prodotta da Dr. Luke, divenne il sesto singolo numero uno delle Sugababes nel Regno Unito e quello di maggior successo. Il secondo singolo, Change, è uscito digitalmente il 10 dicembre e fisicamente il 17 dicembre, arrivando alla tredicesima posizione. My Love Is Pink fu pubblicato come singolo digitale il 10 dicembre. Il terzo singolo, Denial, digitalmente è uscito il 10 marzo 2008 fisicamente il 17 marzo, arrivando quindicesimo.

## Tracce
CD (Island 060251750405 (UMG) [eu] / EAN 0602517504059)
1. About You Now - 3:32 (Cathy Dennis, Lukasz Gottwald)

1. Never Gonna Dance Again - 3:43 (Keisha Buchanan, Heidi Range, Miranda Cooper, Brian Higgins, Tim Powell, Nick Coler, Lisa Cowling)
2. Denial - 3:31 (K. Buchanan, H. Range, Amelle Berrabah, Vanessa Morgan, Flex Turner, Elliot Malloy)
3. My Love Is Pink - 3:44 (K. Buchanan, H. Range, M. Cooper, B. Higgins, T. Powell, L. Cowling, N. Coler)
4. Change - 3:37 (Martin M. Larsson, Lars H. Jensen, Niara Scarlett, H. Range, K. Buchanan, A. Berrabah)
5. Back When - 3:56 (Dallas Austin, Gary White)
6. Surprise - 3:05 (C. Dennis, L. Gottwald)
7. Back Down - 3:50 (A. Stevenson, Tony Reyes, K. Buchanan, H. Range, A. Berrabah)
8. Mended by You - 3:34 (H. Range, K. Buchanan, J. 'Rockstar' Lipsey, Karen Poole)
9. 3 Spoons of Suga [UK & Aus Bonus Track] - 3:51 (H. Range, K. Buchanan, A. Berrabah, J. 'Rockstar' Lipsey, K. Poole, J. Shaw)
10. Open the Door - 3:16 (K. Buchanan, H. Range, C. Dennis, L. Gottwald)
11. Undignified - 3:45 (Tom Nichols, F. Turner, K. Buchanan, H. Range, A. Berrabah)

## Edizione francese
Dato che il primo greatest hits delle Sugababes, Overloaded: The Singles Collection, non era stato pubblicato in Francia, la versione francese di Change fu adattata a raccolta. L'album presenta la tradizionale lista tracce di Overloaded: The Singles Collection, più About You Now, Denial e Change, i tre singoli tratti da Change.

### Tracce
1. About You Now
2. Change
3. Denial
4. Freak like Me
5. Round Round
6. Red Dress
7. In the Middle
8. Stronger
9. Shape
10. Overload
11. Good to Be Gone
12. Caught in a Moment
13. Ugly
14. Easy
15. Too Lost in You
16. Hole in the Head
17. Push the Button

## Classifiche
| Classifica (2007)   | Posizione raggiunta |
| ------------------- | ------------------- |
| Regno Unito         | 1                   |
| Irlanda             | 10                  |
| Svizzera            | 14                  |
| Austria             | 32                  |
| Classifica mondiale | 32                  |
| Germania            | 33                  |
| Paesi Bassi         | 69                  |
| Francia             | 105                 |